# Paul Eenhoorn
Paul Marinus Eenhoorn (* 16. November 1948 in Perth, Australien; † 1. August 2022 in Tacoma, Washington) war ein australischer Schauspieler.

## Leben
Eenhoorn war niederländischer Abstammung und wuchs mit seinen Geschwistern Lilian, Ferdie und Heather in Perth auf. Dort besuchte er von 1960 bis 1964 die Blackburn South High School und im Anschluss von 1968 bis 1970 die Murdoch University, die er mit einer Mature Age Matriculation im Fach Englisch abschloss. Er spielte in seiner Jugend in den 1960er Jahren auch in Bands wie Kopyrite.
Nach seiner Ausbildung studierte er Schauspiel an der Mount Lawley Academy of Performing Arts in seiner Heimatstadt und am Actors Center in Sydney. Nachdem er seine Frau Stephanie in Sydney kennengelernt hatte, immigrierte er mit ihr 1999 in die Vereinigten Staaten und lebte und arbeitete dort in Seattle im US-Bundesstaat Washington. Das Paar hatte eine Tochter namens Natasha.
Eenhoorn erlitt im Schlaf einen Herzanfall, an dem er im Alter von 73 Jahren verstarb. Er hinterließ seine Ehefrau, seine Tochter und zwei seiner Geschwister.

## Karriere
Eenhoorn wirkte in Fernsehserien und Filmen mit, war aber auch hinter der Kamera tätig.
Gegenüber der IndieWire sagte er 2013 in einem Interview: „Ich bin im Fernsehen, seit ich etwa 17 Jahre alt bin. […] Ich hatte viele Gelegenheiten, eine große Gelegenheit habe ich mit 20 verpasst. Sobald ich diesen Weg eingeschlagen hatte, wollte ich mich von niemandem mehr aufhalten lassen. Nicht von meiner Frau, nicht von meiner Familie. Es wurde zu spät, um einen kleinen Prozentsatz zu geben. Ich musste hundert Prozent geben.“
Eine erste nennenswerte Rolle hatte er jedoch erst im Alter von 43 Jahren in der australischen Seifenoper Home and Away sowie in Ship to Shore.
Nach seinem Umzug in die Vereinigten Staaten war er ab 2005 auch in Filmen wie Agent Max als Mr. Daniels, in dem kontroversen Dokumentarfilm Zoo sowie in Fromme Ganoven, The Mountain und zuletzt in Viper Club zu sehen. Bekannt wurde er für die Darstellung der Titelrolle in This Is Martin Bonner aus dem Jahr 2013 und in Land Ho!; für beide Darstellungen wurde er mehrfach ausgezeichnet.
Während seiner aktiven Karriere war er auch regelmäßig in Kurz- sowie Independent-Filmen zu sehen und war Gast auf zahlreichen Filmfestivals. Vor seinem Tod spielte er in The Devil Is You und Froth and Bubble, die aber bislang nicht veröffentlicht wurden.
Begleitend zu seiner Arbeit als Schauspieler arbeitete Eenhoorn als Trainer für Improvisation und Sprache mit Kay Jaz und als Autor. Er schrieb und produzierte die Filme Room 13 – bei dem er 2013 Regie führte – und Remik’s im Jahr 2017. Er lieh auch der Figur Dr. Arne Magnusson, Leiter von „White Forest“, in dem Computerspiel Half-Life 2 aus dem Jahr 2004 sein Gesicht und seine Stimme und war 2009 in Digital Kitchens Sherlock Holmes für Warner Brothers Interactive Microsoft vertreten.
Im deutschen Sprachraum wurde Eenhoorn unter anderem von Hans Bayer und Frank-Otto Schenk synchronisiert.

## Auszeichnungen und Nominierungen
Seattle International Film Festival
- 2013: Nominierung für den „Golden Space Needle Award“ in der Kategorie „Best Actor“ für seine Darstellung in This Is Martin Bonner[1]

Nashville Film Festival
- 2013: Gewinn des „Best of Festival Award“ in der Kategorie „Best Actor in a Narrative Feature“ für seine Darstellung in This Is Martin Bonner[1]
- 2013: Gewinn des „Special Jury Prize“ als „Best Actor“ für seine Darstellung in This Is Martin Bonner[1]

Spirit Awards
- 2013: John Cassavetes Award für This Is Martin Bonner[3]
- 2014: John Cassavetes Award für Land Ho![3]

Chlotrudis Awards
- 2014: Nominierung für den Chlotrudis Award in der Kategorie „Best Actor“ für seine Darstellung in This Is Martin Bonner[1]

## Filmografie (Auswahl)
- 1992: Home and Away (Fernsehserie)
- 1994: Ship to Shore (Fernsehserie)
- 2003: Professional Courtesy (Kurzfilm)
- 2005: Agent Max
- 2004: The Winter of Her (Kurzfilm)
- 2007: Zoo (Dokumentarfilm)
- 2007: Elliot’s Wake (Kurzfilm)
- 2009: Chemistry (Video; Seattle Truly Independent Film Festival)
- 2009: Keep Your Day Job, Superstar
- 2009: Speak Not (Video)
- 2009: Warrior’s End
- 2009: Coffka
- 2010: Eyes in the Dark
- 2010: Betty (Kurzfilm)
- 2011: The Spit Show with Indus & Raquel (Fernsehserie)
- 2011: A Musing (Kurzfilm)
- 2011: Fromme Ganoven (Rogue Saints)
- 2011: You Don’t Know Me (Kurzfilm)
- 2011: The Divine Marigolds (Fernsehfilm)
- 2011: Reversal (Kurzfilm)
- 2011: Half Empty
- 2012: Beautiful Brit Baker
- 2012: The Search for Kennyboy
- 2012: The Collectibles (Fernsehserie)
- 2012: Enmity Gauge (Kurzfilm)
- 2012: The Dead Men
- 2013: This Is Martin Bonner
- 2014: Land Ho!
- 2014: The Perfect Pieces (Kurzfilm)
- 2015: In the Company of Women
- 2016: Death Road to Canada: Max (Kurzfilm)
- 2016: Missing (Kurzfilm)
- 2016: Jersey Gurl (Kurzfilm)
- 2017: A Star Is Reborn (Kurzfilm)
- 2017: Springtime for Thomas (Kurzfilm)
- 2017: Peaks Twin (Kurzfilm)
- 2017: Silent November (Kurzfilm)
- 2018: The Mountain
- 2018: Viper Club
- 2019: Maybe Next Time (Kurzfilm)